# Хуалед, Насреддин
Насреддин Хуалед (араб. نصر الدين خوالد‎ 16 апреля 1986, Бискра, Алжир) — алжирский футболист, играющий на позиции защитника, игрок клуба «Бискра».

## Карьера
Насреддин родился в городе Бискра. Там же он и начал заниматься футболом в местном клубе с одноимённым названием. В 2005 году он был вызван в первую команду и пробыл там около года, после чего перешёл в УСМ Алжир, за который играл на протяжении одиннадцати лет. В 2017 году перешёл в саудовский клуб «Ухуд». Следующим клубом Хуаледа стал алжирский клуб «Оран». В 2018—2020 годах выступал за клуб «Саура». С 2020 года — в составе клуба «Бискра».